# Seochon
Seochon (서촌), littéralement « Village de l'Ouest » est l'un des quartiers les plus anciens de Jongno-gu à Séoul, traditionnellement associé à la période Joseon et à la littérature coréenne.

## Limites géographiques
Seochon ne correspond pas à une division administrative officielle et n'a pas de frontières clairement définies. Le quartier se situe à l'ouest du palais Gyeongbokgung (d'où son nom), et aux pieds du Mont Inwang (Inwangsan (en)), une frontière naturelle renforcée par les murs fortifiés de la forteresse encerclant la capitale originelle. Les tunnels de Sajik and Jahamun ne furent percés qu'à la fin des années 1960, modifiant totalement le trafic routier dans le quartier.
Seochon couvre entre autres quartiers administratifs ("dong") de Jongno-gu: Chebu-dong, Ogin-dong, Tongin-dong, Tongui-dong, Sajik-dong, Hyoja-dong, Pirun-dong…

## Un quartier riche en histoire, culture et traditions
La littérature coréenne fait très souvent référence aux différents quartiers de Seochon, et ces dernières années de nombreux panneaux signalent des sites historiques ou du moins leur emplacement, la plupart d'entre eux ayant disparu: le lieu de naissance du roi Sejong le Grand, la maison familiale d'une princesse, la résidence d'un auteur ou d'un artiste majeur…
Le quartier revêt également une grande importance en termes de chamanisme et de géomancie, en particulier en raison de l'influence de Inwangsan et de la présence de Sajikdan, un sanctuaire aussi fondamental que Jongmyo et figurant comme lui parmi les premiers éléments construits en 1394, au tout commencement de la nouvelle capitale.
Longtemps délaissé par rapport à Bukchon (le "village du nord", situé de l'autre côté du palais), Seochon a été réhabilitée à la suite de la décision de protéger une grande partie de ses hanok (plus de 600, l'une des plus grandes concentrations dans la capitale), et à la rénovation de sites historiques ou culturels comme la maison de l'écrivain Yi Sang.